# Ford Ranges
Die Ford Ranges umfassen Berggruppen und Gebirgsketten östlich des Sulzberger-Schelfeises und der Block Bay im nordwestlichen Abschnitt des westantarktischen Marie-Byrd-Landes. Zu ihnen gehören bspw. die Fosdick Mountains, die Phillips Mountains und der Gebirgskamm Court Ridge. 
Sie wurden während der ersten Antarktisexpedition (1928–1930) des US-amerikanischen Polarforschers Richard Evelyn Byrd entdeckt und nach dem Unternehmer Edsel Ford (1893–1943) benannt, dem damaligen Präsidenten der Ford Motor Company, der bei der Finanzierung der Forschungsreise half.